# Всеукраинский студенческий турнир физиков
Всеукраинский студенческий турнир физиков (СТФ) — командное творческое соревнование среди студентов высших учебных заведений Украины, которое заключается в решении исследовательских задач и защите своих решений в научной полемике. Национальный этап Международного турнира физиков.
Каждый учебный год оргкомитет публикует список из 17 исследовательских физических задач. Команды студентов имеют несколько месяцев на решение этих задач, после чего приезжают на турнир и представляют свои решения в формате физбоёв.
Всеукраинский турнир был создан 2003 года, а в 2009 году на его основе возник Международный турнир физиков.

## История
Студенческие турниры физиков были созданы как продолжение школьных турниров юных физиков для более опытных участников. Первый Открытый студенческий турнир физиков состоялся в Одессе в октябре 2001 года. Следующий турнир уже получил статус всеукраинского, и с тех пор турниры проходят каждый учебный год. Иногда турниры происходят в осеннем, иногда в весеннем семестре, поэтому на разные календарные годы приходится от 0 до 2 турниров.
С 2005 года во Всеукраинских турнирах физиков стали участвовать команды из других стран (Россия, Нидерланды). Поэтому было принято решение об организации Международного турнира физиков. Первый Международный турнир физиков состоялся в Киеве в 2009 году. С тех пор Всеукраинский турнир физиков является этапом отбора на Международный турнир. Команда, которая занимает первое место на Всеукраинском турнире, получает право представлять Украину на Международном турнире.

## Проведение турнира
Команды получают список из 17 исследовательских задач и имеют несколько месяцев на их решение. Как правило, работа над задачами включает проведение экспериментов, расчет теоретических моделей, анализ литературы. Каждая команда состоит из 4-6 студентов.
Затем команды собираются вместе на финальный этап турнира, и докладывают свои решения в формате физбоёв. В течение физбоя каждая команда последовательно выступает в роли докладчика, оппонента и рецензента. Оппонент вызывает докладчика на одну из 17 турнирных задач. Докладчик имеет право отказаться от нескольких задач, а затем принимает вызов, и 1 или 2 представителя команды делают 9-минутный доклад с решением принятой задачи. Затем представитель команды оппонента делает оппонирование (анализ преимуществ и недостатков предложенного решения), а представитель команды рецензента — рецензию (анализ формы доклады и оппонирования, а также полемики между докладчиком и оппонентом). Докладчик, оппонент и рецензент проводят полемику по предложенному решению. Затем к полемике подключаются также все остальные члены команд. Члены жюри задают уточняющие вопросы докладчикам, оппонентам и рецензентам и выставляют оценки. В качестве жюри, как правило, выступают преподаватели вузов или учёные-физики. За соблюдением правил и регламента следит ведущий физбоя.
Первые несколько физбоёв турнира — отборочные, в них каждая команда встречается с разными соперниками по результатам жеребьёвки. В зависимости от количества выигранных боев и количества набранных в них баллов, исчисляется рейтинг каждой команды, и 9 команд с самым высоким рейтингом проходят в полуфинал. Проводятся 3 полуфинальных боя по 3 команды в каждом, и 3 победителя проходят в финал, а те 3 команды, занявшие вторые места в своих полуфинальных группах, получают дипломы III степени. (При малом количестве участников возможна схема турнира без полуфинальных боёв, когда команды в финал отбирают по рейтингу в отборочных боях. При большом количестве команд возможна схема с 4 полуфиналами.) В финале каждая команда сама выбирает, какую задачу она хочет докладывать. Победитель финала получает диплом I степени и право участвовать в Международном турнире физиков, а два других участника финала получают дипломы II степени. В случаях, когда команды набирают почти одинаковое количество баллов, возможно и большее количество победителей.

## Победители
| Год  | №    | Город   | Количество команд | Диплом I степени                                                                                         | Диплом II степени                                                                                       | Задачи |
| ---- | ---- | ------- | ----------------- | --- | --- | ------ |
| 2003 | I    | Одесса  | 11                | Харьковский университет (физико-технический факультет)                                                   | Киевский университет (радиофизический факультет) Харьковский университет (физический факультет)         |        |
| 2004 | II   | Одесса  | 12                | Одесский университет                                                                                     | Киевский университет (радиофизический факультет) Донецкий университет                                   |        |
| 2005 | III  | Киев    | 13                | Киевский университет (радиофизический факультет)                                                         | Харьковский университет (физико-технический факультет) Львовский университет                            |        |
| 2005 | IV   | Киев    | 24                | Львовский университет, Харьковский университет (физико-технический факультет)                            | МФТИ, Киевский университет (радиофизический факультет)                                                  |        |
| 2006 | V    | Киев    | 23                | Киевский университет (радиофизический факультет)                                                         | Сборная университетов Гронингена и Утрехта, МФТИ, Одесский университет                                  |        |
| 2007 | VI   | Киев    | 24                | МФТИ, Санкт-Петербургский университет                                                                    | Киевский университет (физический факультет) Харьковский университет (физико-технический факультет)      | pdf    |
| 2008 | VII  | Киев    | 15                | Киевский университет (физический факультет)                                                              | Киевский университет (радиофизический факультет) Харьковский университет (физико-технический факультет) |        |
| 2009 | VIII | Киев    | 12                | Харьковский университет (физико-технический факультет)                                                   | Прикарпатский университет Киевский университет                                                          |        |
| 2011 | IX   | Киев    | 9                 | Харьковский университет (физико-технический факультет)                                                   | Национальный университет «Львовская политехника», Киевский университет (радиофизический факультет)      |        |
| 2011 | X    | Харьков | 12                | Киевский университет (радиофизический факультет), Харьковский университет (физико-технический факультет) | Национальный университет «Львовская политехника», Одесский университет                                  |        |
| 2012 | XI   | Харьков | 11                | Киевский университет (радиофизический факультет) Харьковский университет (физико-технический факультет)  | Донецкий университет Прикарпатский университет                                                          |        |
| 2013 | XII  | Харьков | 8                 | Харьковский университет (физико-технический факультет)                                                   | Киевский университет (радиофизический факультет) Харьковский университет (физический факультет)         |        |
| 2015 | XIII | Харьков | 6                 | Харьковский университет (физико-технический факультет)                                                   | Киевский политехнический институт Харьковский университет (физико-технический факультет)                |        |
| 2015 | XIV  | Киев    | 12                | Национальный университет «Львовская политехника»                                                         | Харьковский университет (физико-технический факультет) Харьковский университет (физический факультет)   |        |
| 2016 | XV   | Киев    | 7                 | Харьковский университет (физико-технический факультет) Харьковский университет (физический факультет)    | Киевский университет (радиофизический факультет)                                                        |        |
| 2017 | XVI  | Киев    | 14                | Харьковский университет (физико-технический и физический факультеты)                                     | Киевский университет (физический факультет)                                                             |        |
| 2017 | XVII | Киев    | 11                | Харьковский университет (физико-технический и физический факультеты)                                     | Киевский университет (физический факультет) Киевский университет (радиофизический факультет)            |        |